# Зальцграбенхёле
Зальцграбенхёле — пещера в Альпах в районе Берхтесгаден, Верхняя Бавария, у юго-восточной границы Германии. Имеет протяжённость 9012 метров и является второй по протяжённости среди пещер Германии. Вход в пещеру находится на отметке 950 м над уровнем моря.
Пещеру обнаружили 10 мая 1959 года спелеологи Эрхард Зоммер из Берхтесгадена и Кайо Вольгешаффен.